# 그라비테이션 (만화)

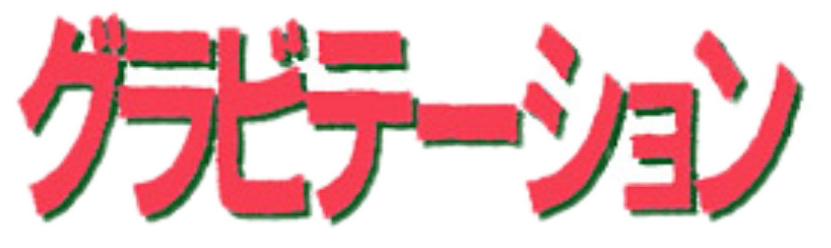

그라비테이션(일본어: グラビテーション, Gravitation)은 무라카미 마키 작화의 야오이 만화이다. 신도 슈이치와 그의 밴드가 일본의 차세대 뮤지컬 센세이션이 되려고 노력하고 유키 에이리의 마음을 사로잡으려고 애쓰는 이야기이다.
이 만화는 1996년을 기점으로 "너와 나"에서 연재되었고 겐토샤에 의해 출판되었고 2002년 마무리되었다. 이 만화는 영어로는 토쿄팝에 의해 라이선스되어 출판되었고, 이는 라이트 노벨도 마찬가지이다.
그라비테이션은 1999년 와타나베 신이치 감독의 2편의 OVA 시리즈로 각색되었고, TV 시리즈로는 밥 시로하타 감독에 의해 13화로 출시되었다. TV 시리즈는 2000년 10월 4일부터 2001년 1월 10일까지 일본에서 18:30에 방영되었고 2007년 도쿄 메트로폴리탄 텔레비전을 통해 재방영되었다.